# 21ste Oscaruitreiking
De 21ste Oscaruitreiking, waarbij prijzen worden uitgereikt aan de beste prestaties in films in 1948, vond plaats op 24 maart 1949 in het Academy Theater in Hollywood, Californië. De ceremonie werd gepresenteerd door George Montgomery.
De grote winnaar van de 21ste Oscaruitreiking was Hamlet, met in totaal 7 nominaties en 4 Oscars.

## Winnaars

### Films
| Categorie          | Winnaar         | Regie            |
| ------------------ | --------------- | ---------------- |
| Beste Film         | Hamlet          | Laurence Olivier |
| Beste Documentaire | The Secret Land | Orville O. Dull  |

### Acteurs
| Categorie                  | Winnaar          | Film                             |
| -------------------------- | ---------------- | -------------------------------- |
| Beste Mannelijke Hoofdrol  | Laurence Olivier | Hamlet                           |
| Beste Vrouwelijke Hoofdrol | Jane Wyman       | Johnny Belinda                   |
| Beste Mannelijke Bijrol    | Walter Huston    | The Treasure of the Sierra Madre |
| Beste Vrouwelijke Bijrol   | Claire Trevor    | Key Largo                        |

### Regie
| Categorie       | Winnaar     | Film                             |
| --------------- | ----------- | -------------------------------- |
| Beste Regisseur | John Huston | The Treasure of the Sierra Madre |

### Scenario
| Categorie                | Winnaar                             | Film                             |
| ------------------------ | ----------------------------------- | -------------------------------- |
| Beste Origineel Scenario | Richard Schweizer en David Wechsler | The Search                       |
| Beste Bewerkt Scenario   | John Huston                         | The Treasure of the Sierra Madre |

### Speciale prijzen
| Categorie                         | Winnaar                                                |  |
| --------------------------------- | ------------------------------------------------------ |  |
| Honorary Award                    | Sid Grauman, Adolph Zukor, Walter Wanger en Ivan Jandl |  |
| Irving G. Thalberg Memorial Award | Jerry Wald                                             |  |